# Lijst van afleveringen van Murphy Brown
Dit is een lijst met afleveringen van de Amerikaanse televisieserie Murphy Brown. De serie telt 10 seizoenen. Een overzicht van alle afleveringen is hieronder te vinden.

## Seizoen 1
| Nr. | Titel aflevering              | Uitzenddatum VS  |
| --- | ----------------------------- | ---------------- |
| 1   | Respect                       | 14 november 1988 |
| 2   | Devil with a Blue Dress On    | 21 november 1988 |
| 3   | Nowhere to Run                | 28 november 1988 |
| 4   | Signed, Sealed, Delivered     | 5 december 1988  |
| 5   | Murphy's Pony                 | 11 december 1988 |
| 6   | Baby Love                     | 12 december 1988 |
| 7   | Set Me Free                   | 19 december 1988 |
| 8   | And So He Goes                | 2 januari 1989   |
| 9   | I Would Have Danced All Night | 9 januari 1989   |
| 10  | Kyle                          | 16 januari 1989  |
| 11  | Off the Job Experience        | 23 januari 1989  |
| 12  | Why Do Fools Fall in Love?    | 13 februari 1989 |
| 13  | Soul Man                      | 20 februari 1989 |
| 14  | It's How You Play the Game    | 27 februari 1989 |
| 15  | Mama Said                     | 6 maart 1989     |
| 16  | Moscow on the Potomac         | 13 maart 1989    |
| 17  | My Dinner with Einstein       | 20 maart 1989    |
| 18  | Funnies Girl                  | 10 april 1989    |
| 19  | The Unshrinkable Murphy Brown | 1 mei 1989       |
| 20  | The Summer of '77             | 8 mei 1989       |
| 21  | The Bickners                  | 15 mei 1989      |
| 22  | The Morning Show              | 22 mei 1989      |

## Seizoen 2
| Nr. | Titel aflevering                        | Uitzenddatum VS   |
| --- | --------------------------------------- | ----------------- |
| 1   | The Brothers Silverberg                 | 18 september 1989 |
| 2   | Anchors Away                            | 25 september 1989 |
| 3   | The Memo That Got Away                  | 2 oktober 1989    |
| 4   | TV or not TV                            | 16 oktober 1989   |
| 5   | Miles' Big Adventure                    | 23 oktober 1989   |
| 6   | Buddies Schmuddies                      | 30 oktober 1989   |
| 7   | Whose Garbage Is It Anyway?             | 6 november 1989   |
| 8   | And the Whiner Is...                    | 13 november 1989  |
| 9   | Roasted                                 | 20 november 1989  |
| 10  | Brown Like Me: Part 1                   | 27 november 1989  |
| 11  | Brown Like Me: Part 2                   | 27 november 1989  |
| 12  | The Strike                              | 11 december 1989  |
| 13  | Here's to You, Mrs. Kinsella            | 18 december 1989  |
| 14  | What Are You Doing New Year's Eve?      | 1 januari 1990    |
| 15  | Subpoena Envy                           | 8 januari 1990    |
| 16  | I Want My FYI                           | 29 januari 1990   |
| 17  | Frankly Speaking                        | 5 februari 1990   |
| 18  | The Murphy Brown School of Broadcasting | 12 februari 1990  |
| 19  | Bad Girls                               | 19 februari 1990  |
| 20  | Heart of Gold                           | 26 februari 1990  |
| 21  | On the Road Again                       | 5 maart 1990      |
| 22  | But First a Word from Our Sponsor       | 19 maart 1990     |
| 23  | Frank's Appendectomy                    | 9 april 1990      |
| 24  | Fax or Fiction                          | 30 april 1990     |
| 25  | The Bitch's Back                        | 7 mei 1990        |
| 26  | Goin' to the Chapel: Part 1             | 14 mei 1990       |
| 27  | Goin' to the Chapel: Part 2             | 21 mei 1990       |

## Seizoen 3
| Nr. | Titel aflevering                             | Uitzenddatum VS   |
| --- | -------------------------------------------- | ----------------- |
| 1   | The 390th Broadcast                          | 17 september 1990 |
| 2   | Brown and Blue                               | 24 september 1990 |
| 3   | Loco Hero                                    | 1 oktober 1990    |
| 4   | Strike Two                                   | 15 oktober 1990   |
| 5   | The Gold Rush                                | 22 oktober 1990   |
| 6   | Bob & Murphy & Ted & Avery                   | 5 november 1990   |
| 7   | The Last Laugh                               | 12 november 1990  |
| 8   | Rootless People                              | 19 november 1990  |
| 9   | The Bummer of 42                             | 26 november 1990  |
| 10  | Trouble in Sherwood-Forrest                  | 10 december 1990  |
| 11  | Jingle Hell, Jingle Hell, Jingle All the Way | 17 december 1990  |
| 12  | Retreat                                      | 7 januari 1991    |
| 13  | Eldin Imitates Life                          | 14 januari 1991   |
| 14  | Contractions                                 | 21 januari 1991   |
| 15  | Hoarse Play                                  | 4 februari 1991   |
| 16  | The Novel                                    | 11 februari 1991  |
| 17  | Terror on the 17th Floor                     | 18 februari 1991  |
| 18  | On Another Plane: Part 1                     | 25 februari 1991  |
| 19  | On Another Plane: Part 2                     | 25 februari 1991  |
| 20  | Driving Miss Crazy                           | 4 maart 1991      |
| 21  | Everytime It Rains... You Get Wet            | 18 maart 1991     |
| 22  | Corky's Place                                | 8 april 1991      |
| 23  | Small                                        | 29 april 1991     |
| 24  | The Usual Suspects                           | 6 mei 1991        |
| 25  | Q & A on FYI                                 | 13 mei 1991       |
| 26  | Uh-Oh: Part 1                                | 20 mei 1991       |

## Seizoen 4
| Nr. | Titel aflevering                       | Uitzenddatum VS   |
| --- | -------------------------------------- | ----------------- |
| 1   | Uh-Oh: Part 2                          | 16 september 1991 |
| 2   | Uh-Oh: Part 3                          | 16 september 1991 |
| 3   | I'm as Much of a Man as I Ever Was     | 23 september 1991 |
| 4   | Male Call                              | 30 september 1991 |
| 5   | The Square Triangle                    | 7 oktober 1991    |
| 6   | Full Circle                            | 14 oktober 1991   |
| 7   | The Smiths Go to Washington            | 28 oktober 1991   |
| 8   | It Came from College                   | 4 november 1991   |
| 9   | The Queen of Soul                      | 11 november 1991  |
| 10  | Inside Murphy Brown                    | 18 november 1991  |
| 11  | Mission Control                        | 25 november 1991  |
| 12  | Be It Ever So Humboldt                 | 9 december 1991   |
| 13  | Love Is Blonde                         | 16 december 1991  |
| 14  | Anchor Rancor                          | 6 januari 1992    |
| 15  | Guess Who's Coming to Luncheon         | 13 januari 1992   |
| 16  | Lovesick                               | 20 januari 1992   |
| 17  | Heartfelt                              | 3 februari 1992   |
| 18  | Send in the Clowns                     | 24 februari 1992  |
| 19  | Murphy Buys the Farm                   | 2 maart 1992      |
| 20  | Come Out, Come Out, Wherever You Are   | 4 maart 1992      |
| 21  | Rage Before Beauty                     | 16 maart 1992     |
| 22  | Phil's Not So Silent Partner           | 23 maart 1992     |
| 23  | He-Ho, He-Ho, It's Off to Lamaze We Go | 27 april 1992     |
| 24  | On the Rocks                           | 4 mei 1992        |
| 25  | A Chance of Showers                    | 11 mei 1992       |
| 26  | Birth 101                              | 18 mei 1992       |

## Seizoen 5
| Nr. | Titel aflevering                           | Uitzenddatum VS   |
| --- | ------------------------------------------ | ----------------- |
| 1   | You Say Potatoe, I Say Potato: Part 1      | 21 september 1992 |
| 2   | You Say Potatoe, I Say Potato: Part 2      | 21 september 1992 |
| 3   | Life After Birth                           | 28 september 1992 |
| 4   | Black, White & Brown                       | 5 oktober 1992    |
| 5   | I Never Sang for My Husband                | 12 oktober 1992   |
| 6   | Night of Living News                       | 26 oktober 1992   |
| 7   | A Year to Remember                         | 2 november 1992   |
| 8   | Midnight Plane to Paris                    | 9 november 1992   |
| 9   | Me Thinks My Parents Doth Protest Too Much | 16 november 1992  |
| 10  | Winners Take All                           | 23 november 1992  |
| 11  | Till Death or Next Thursday Do We Part     | 7 december 1992   |
| 12  | I'm Dreaming of a Brown Christmas          | 14 december 1992  |
| 13  | Games Mother Play                          | 4 januari 1993    |
| 14  | The British Invasion                       | 11 januari 1993   |
| 15  | Back to the Ball                           | 18 januari 1993   |
| 16  | The Intern                                 | 1 februari 1993   |
| 17  | Trickster, We Hardly Knew Ye               | 8 februari 1993   |
| 18  | The World According to Avery               | 15 februari 1993  |
| 19  | Bump in the Night                          | 21 februari 1993  |
| 20  | To Market, to Market                       | 1 maart 1993      |
| 21  | Two for the Road                           | 15 maart 1993     |
| 22  | Murphy and the Amazing Leaping Man         | 22 maart 1993     |
| 23  | The Egg & I                                | 3 mei 1993        |
| 24  | Ship of Phil's                             | 10 mei 1993       |
| 25  | One                                        | 17 mei 1993       |

## Seizoen 6
| Nr. | Titel aflevering                  | Uitzenddatum VS   |
| --- | --------------------------------- | ----------------- |
| 1   | The More Things Change            | 20 september 1993 |
| 2   | Angst for the Memories            | 27 september 1993 |
| 3   | Black and White and Read All Over | 4 oktober 1993    |
| 4   | Political Correctness             | 11 oktober 1993   |
| 5   | The Young & the Rest of Us        | 18 oktober 1993   |
| 6   | Ticket to Writhe                  | 25 oktober 1993   |
| 7   | I Don't Know You from Madam       | 1 november 1993   |
| 8   | All the Life That's Fit to Print  | 8 november 1993   |
| 9   | Bah Humboldt                      | 15 november 1993  |
| 10  | Reaper Madness                    | 22 november 1993  |
| 11  | It's Not Easy Being Brown         | 29 november 1993  |
| 12  | To Have and Have Not              | 6 december 1993   |
| 13  | Sox and the Single Girl           | 13 december 1993  |
| 14  | A Piece of the Auction            | 3 januari 1994    |
| 15  | The Thrill of the Hunt            | 10 januari 1994   |
| 16  | The Deal of the Art               | 17 januari 1994   |
| 17  | The Anchorman                     | 24 januari 1994   |
| 18  | Fjord Eyes Only                   | 31 januari 1994   |
| 19  | Crime Story                       | 28 februari 1994  |
| 20  | The Fifth Anchor                  | 7 maart 1994      |
| 21  | Anything But Cured                | 14 maart 1994     |
| 22  | The Tip of the Silverburg         | 28 maart 1994     |
| 23  | It's Just Like Riding a Bike      | 2 mei 1994        |
| 24  | My Movie with Louis               | 9 mei 1994        |
| 25  | The More Things Stay the Same     | 16 mei 1994       |

## Seizoen 7
| Nr. | Titel aflevering                   | Uitzenddatum VS   |
| --- | ---------------------------------- | ----------------- |
| 1   | Brown vs. the Board of Education   | 19 september 1994 |
| 2   | Where Have You Gone, Joe DiMaggio? | 26 september 1994 |
| 3   | Loose Affiliations                 | 3 oktober 1994    |
| 4   | Be Careful What You Wish For       | 10 oktober 1994   |
| 5   | Burger, She Wrote                  | 17 oktober 1994   |
| 6   | Humboldt IV: Judgment Day          | 24 oktober 1994   |
| 7   | Frank Cuts Loose                   | 31 oktober 1994   |
| 8   | Reporters Make Strange Bedfellows  | 7 november 1994   |
| 9   | Prelude to a Kiss                  | 14 november 1994  |
| 10  | Bye Bye Bernecky                   | 21 november 1994  |
| 11  | The Secret Life of Jim Dial        | 28 november 1994  |
| 12  | Brown in Toyland                   | 12 december 1994  |
| 13  | The Best and Not-So-Brightest      | 2 januari 1995    |
| 14  | Rumble in the Alley                | 9 januari 1995    |
| 15  | Requiem for a Crew Guy             | 16 januari 1995   |
| 16  | I Want My MTV-Jay                  | 23 januari 1995   |
| 17  | Specific Overtures                 | 6 februari 1995   |
| 18  | A Rat's Tale                       | 13 februari 1995  |
| 19  | It's Miller Time                   | 20 februari 1995  |
| 20  | McGovern: Unclothed                | 27 februari 1995  |
| 21  | The Good Nephew                    | 13 maart 1995     |
| 22  | FYI of the Hurricane               | 20 maart 1995     |
| 23  | Model Relationships                | 8 mei 1995        |
| 24  | Make Room for Daddy                | 15 mei 1995       |
| 25  | Retrospective: Part 1              | 22 mei 1995       |
| 26  | Retrospective: Part 2              | 22 mei 1995       |

## Seizoen 8
| Nr. | Titel aflevering                         | Uitzenddatum VS   |
| --- | ---------------------------------------- | ----------------- |
| 1   | Altered States                           | 18 september 1995 |
| 2   | The Awful Truth                          | 25 september 1995 |
| 3   | Fearless Frank                           | 2 oktober 1995    |
| 4   | Murphy's Law                             | 9 oktober 1995    |
| 5   | Sex or Death                             | 16 oktober 1995   |
| 6   | Miller's Crossing                        | 23 oktober 1995   |
| 7   | The Feminine Critique                    | 30 oktober 1995   |
| 8   | Bad Company                              | 6 november 1995   |
| 9   | The Ten Percent Solution                 | 13 november 1995  |
| 10  | The Humboldt Doldt                       | 20 november 1995  |
| 11  | Dick and Dottie                          | 27 november 1995  |
| 12  | All in the Family                        | 8 januari 1996    |
| 13  | If You're Going to Talk the Talk         | 15 januari 1996   |
| 14  | My Fair Miller                           | 22 januari 1996   |
| 15  | Old Flames                               | 5 februari 1996   |
| 16  | Up in Smoke                              | 12 februari 1996  |
| 17  | Aftermath                                | 19 februari 1996  |
| 18  | Trick or Retreat                         | 26 februari 1996  |
| 19  | All Singing! All Dancing! All Miserable! | 4 maart 1996      |
| 20  | The Bus Stops Here                       | 11 maart 1996     |
| 21  | When A. Lansing Loves a Woman            | 29 april 1996     |
| 22  | Casa Nova                                | 6 mei 1996        |
| 23  | Stepping Out                             | 13 mei 1996       |
| 24  | Miles Away                               | 20 mei 1996       |

## Seizoen 9
| Nr. | Titel aflevering                  | Uitzenddatum VS   |
| --- | --------------------------------- | ----------------- |
| 1   | Executive Decision                | 16 september 1996 |
| 2   | Power Play                        | 23 september 1996 |
| 3   | A Comedy of Eros                  | 30 september 1996 |
| 4   | Son of Dottie                     | 7 oktober 1996    |
| 5   | Office Politics                   | 14 oktober 1996   |
| 6   | Phil's Dead - Long Live Phil's    | 21 oktober 1996   |
| 7   | That's the Way the Corky Crumbles | 28 oktober 1996   |
| 8   | Defending Your Life               | 4 november 1996   |
| 9   | Underdogs                         | 11 november 1996  |
| 10  | Nobody's Perfect                  | 18 november 1996  |
| 11  | A One Night Stan                  | 25 november 1996  |
| 12  | Seperation Anxiety                | 2 december 1996   |
| 13  | Montezuma's Retreat               | 18 december 1996  |
| 14  | The Big Thaw                      | 6 januari 1997    |
| 15  | Who Do You Truss?                 | 13 januari 1997   |
| 16  | You Don't Know Jackal             | 20 januari 1997   |
| 17  | Blind Date                        | 3 februari 1997   |
| 18  | Oh, Danny Boy                     | 10 februari 1997  |
| 19  | Desperate Times                   | 17 februari 1997  |
| 20  | And That's the Way It Was?        | 25 februari 1997  |
| 21  | How to Marry a Billionaire        | 28 april 1997     |
| 22  | Hero Today, Gone Tomorrow         | 5 mei 1997        |
| 23  | Mama Miller                       | 12 mei 1997       |
| 24  | When One Door Closes...           | 18 mei 1997       |

## Seizoen 10
| Nr. | Titel aflevering                             | Uitzenddatum VS  |
| --- | -------------------------------------------- | ---------------- |
| 1   | Murphy Redux                                 | 1 oktober 1997   |
| 2   | A Butcher, a Faker, a Bummed-Out Promo Maker | 8 oktober 1997   |
| 3   | Ectomy, Schmectomy                           | 15 oktober 1997  |
| 4   | Operation: Murphy Brown                      | 22 oktober 1997  |
| 5   | Florence Night-en Corky                      | 29 oktober 1997  |
| 6   | Waiting to Inhale                            | 5 november 1997  |
| 7   | Petty Woman                                  | 12 november 1997 |
| 8   | From Here to Jerusalem                       | 19 november 1997 |
| 9   | Tempus Fugit                                 | 24 november 1997 |
| 10  | I Hear a Symphony                            | 10 december 1997 |
| 11  | From the Terrace                             | 17 december 1997 |
| 12  | The Last Temptation of Murphy                | 7 januari 1998   |
| 13  | Turpis Capillus Annus (Bad Hair Day)         | 14 januari 1998  |
| 14  | Wee Small Hours                              | 21 januari 1998  |
| 15  | Then and Now                                 | 28 januari 1998  |
| 16  | Opus One                                     | 6 april 1998     |
| 17  | Seems Like Gold Times                        | 13 april 1998    |
| 18  | Second Time Around                           | 20 april 1998    |
| 19  | A Man and a Woman                            | 27 april 1998    |
| 20  | Dial and Substance                           | 4 mei 1998       |
| 21  | Never Can Say Goodbye: Part 1                | 18 mei 1998      |
| 22  | Never Can Say Goodbye: Part 2                | 18 mei 1998      |